# Chrysolina olivieri
Chrysolina olivieri es un insecto coleóptero de la familia Chrysomelidae.
Fue descrita científicamente en 1892 por Bedel.